# Леопольдо Луке
Леопольдо Луке (ісп. Leopoldo Luque, 3 травня 1949, Санта-Фе — 15 лютого 2021) — аргентинський футболіст, що грав на позиції нападника.
Найбільш відомий за виступами за клуб «Рівер Плейт», у складі якого став п'ятиразовий чемпіон Аргентини⁣, а також національну збірну Аргентини, у складі якої став чемпіоном світу на домашньому для аргентинців чемпіонаті світу 1978 року. По закінченні футбольної кар'єри — аргентинський тренер та спортивний функціонер.

## Клубна кар'єра
У дорослому футболі дебютував 1967 року виступами за команду клубу «Хімнасія і Есгріма» із Жужуя, в якій провів два сезони, і перейшов до складу іншого аргентинського клубу — «Сентраль Норте» із Сальти. У цій команді Луке також відіграв два роки, та перейшов до клубу зі свого рідного міста Санта-Фе «Уніон». За рік Луке став гравцем «Росаріо Сентраль», але до основного складу команди не пробився, і повернувся до «Уніона». Цього разу нападник став не тільки одним із гравців основи клубу, а й одним із головних бомбардирів команди, відзначившись у 35 матчах за клуб 10 м'ячами у ворота суперників.
Своєю грою за останню команду привернув увагу представників тренерського штабу столичного клубу «Рівер Плейт», до складу якого приєднався 1975 року. Відіграв за команду з Буенос-Айреса наступні п'ять сезонів своєї ігрової кар'єри. Більшість часу, проведеного у складі «Рівер Плейта», був основним гравцем атакувальної ланки команди. У складі «Рівер Плейта» був одним з головних бомбардирів команди, відзначившись 75 забитими м'ячами у 176 проведених матчах. У складі клубу став п'ятиразовим чемпіоном Аргентини — двічі у Чемпіонаті Метрополітано та тричі у Чемпіонаті Насьйональ.
За час кар'єри у «Рівер Плейті» Леопольдо Луке неодноразово зазнавав різноманітних травм, і поступово почав втрачати місце в основному складі клубу. У 1980 році футболіст повернувся до «Уніона». Наступного року Луке уперше поїхав грати за кордон, але не до Європи, як більшість його співвітчизників, а до Мексики, де він грав за клуб «Тампіко Мадеро». У 1982 році футболіст повернувся до Аргентини, де став гравцем «Расінга» з передмістя аргентинської столиці Авельянеди. Далі знову Луке захотів спробувати футбольного щастя за кордоном, цього разу в бразильському «Сантусі». За пів року футболіст повернувся на батьківщину, до клубу «Чакаріта Хуніорс», а за рік знову став гравцем «Сантуса». Закінчив кар'єру футболіста у нижчоліговому аргентинському клубі «Депортіво Мандійю», за команду якого виступав протягом 1984—1985 років.

## Виступи за збірну
1975 року дебютував в офіційних матчах у складі національної збірної Аргентини. Протягом кар'єри у національній команді, яка тривала 7 років, провів у формі головної команди країни 45 матчів, забивши 22 голи.
У складі збірної був учасником розіграшу Кубка Америки 1975 року у різних країнах, на якому став кращим бомбардиром турніру із 4 забитими м'ячами. У 1978 році був включений до складу національної збірної на чемпіонат світу, який того року проходив на батьківщині. Після матчу з Італією футболіст дізнався про смерть брата в автокатастрофі. Футболіст зумів повернутися до основного складу команди, і зумів забити на турнірі 4 м'ячі, два із яких у ворота збірної Перу допомогли аргентинцям вийти у фінал чемпіонату. У фіналі із збірною Нідерландів Луке був одним із найактивніших футболістів, неодноразово створював загрози воротам «оранжевим», та взяв безпосередню участь у першому та другому забитому м'ячах команди (обидва рази відзначився Маріо Кемпес), що допомогло його команді уперше стати чемпіонами світу. Після чемпіонату Луке ще три роки грав у складі збірної, проте вже не брав участь у великих футбольних турнірах.

## Після закінчення футбольної кар'єри
Після закінчення кар'єри гравця Леопольдо Луке нетривалий час очолював клуб зі свого рідного міста «Уніон». Короткий час він був головним тренером клубу «Сентраль Кордова», тричі очолював тренерський штаб клубу «Атлетіко Архентіно». Натепер Леопольдо Луке працює секретарем зі спорту в аргентинській провінції Мендоса. У 2007 році колишній футболіст переніс інфаркт міокарда, проте швидко зумів відновитися та повернутись до роботи. Помер Леопольдо Луке 15 лютого 2021 року від коронавірусної хвороби в місті Мендоса.

## Титули й досягнення
- Чемпіон Аргентини (5):

«Рівер Плейт»: 1975 (М), 1977 (Н), 1979 (М), 1979 (Н), 1980 (Н)
- Чемпіон світу (1):

1978
- Кращий бомбардир Кубка Америки з футболу 1975 року.